# 1999年欧州議会議員選挙 (フランス)
1999年欧州議会議員選挙（1999ねん おうしゅうぎかいぎいんせんきょ）は、欧州連合（EU）の立法機関である欧州議会を構成する欧州議会議員を全面改選するため行われた選挙で、欧州連合加盟15か国で1999年6月10日 - 13日にかけて行われた選挙である。本稿ではフランスで行われた欧州議会議員選挙の結果について取り上げる。

## 概要
欧州議会議員の任期満了に伴って実施された選挙である。19の政党や連合が名簿を提出し、フランスに割り当てられた87議席を争った。

## 基礎データ
- 改選議席（フランス）：87議席
- 選挙権年齢：18歳以上のEU市民
- 被選挙権年齢：23歳以上のEU市民
- 登録有権者数：40,129,780名
- 選挙区：全国単位
- 選挙制度：比例代表制（拘束名簿式）
- 阻止条項：有効投票の5％以上

出典

## 選挙結果
- 投票日：1999年6月13日
- 投票率：46.76％（投票者数18,765,259名）
- 有効票数：17,652,684票

| 党派（連合）                                  | 得票数    | 得票率 | 議席数 |
| --------------------------------------------- | --------- | ------ | ------ |
| - 社会党 PS - 市民の運動 MDC - 左翼急進党 PRG | 3,873,901 | 21.95  | 22     |
| - フランス連合 RPF - フランスのための運動 MPF | 2,304,285 | 13.05  | 13     |
| - 共和国連合 RPR - 自由民主主義者 DL          | 2,263,476 | 12.82  | 12     |
| 緑の党 Les Verts                              | 1,715,450 | 9.72   | 9      |
| フランス民主連合 UDF                          | 1,638,680 | 9.28   | 9      |
| フランス共産党 PCF                            | 1,196,310 | 6.78   | 6      |
| 狩猟、釣り、自然、伝統 CPNT                   | 1,195,727 | 6.77   | 6      |
| 国民戦線 FN                                   | 1,005,225 | 5.69   | 5      |
| - 労働者の闘争 LO - 革命的共産主義者同盟 LCR  | 914,680   | 5.18   | 5      |
| 共和国運動 MN                                 | 578,774   | 3.28   | 0      |
| 右派系諸派の連合 divers droite                | 312,478   | 1.77   | 0      |
| 独立環境運動 MEI                              | 268,288   | 1.52   | 0      |
| 左派系諸派の連合 divers gauche                | 178 027   | 1.01   | 0      |

出典。有効投票1％未満の政党については省略した。